# Banca del Bangladesh
La Banca del Bangladesh (BB; bengalese: বাংলাদেশ ব্যাংক, Bāṅlādēś Byāṅk) è la banca centrale dello stato asiatico del Bangladesh. 
La banca è attiva nello sviluppo del green banking ed è un membro importante dell'Alliance for Financial Inclusion. La Bangladesh Financial Intelligence Unit (BFIU), un dipartimento della Bangladesh Bank, è membro dell'Egmont Group of Financial Intelligence Units.
La Bangladesh Bank è la prima banca centrale al mondo a introdurre una hotline dedicata (16236) per le persone che possono lamentarsi di qualsiasi problema relativo al settore bancario. Inoltre, l'organizzazione è la prima banca centrale al mondo a emettere una "Green Banking Policy". Per riconoscere questo contributo, l'allora governatore Atiur Rahman è stato insignito del titolo di "Governatore Verde" alla Conferenza delle Nazioni Unite sui cambiamenti climatici del 2012, che si è tenuta presso il Qatar National Convention Centre di Doha.
La moneta ufficiale è la taka bengalese.

## Storia
Il 7 aprile 1972, dopo la guerra di liberazione del Bangladesh e l'eventuale indipendenza del Bangladesh, il governo del Bangladesh approvò l'Ordine della Banca del Bangladesh, (P.O. n. 127 del 1972), riorganizzando la filiale di Dhaka della State Bank of Pakistan come Bangladesh Bank, la banca centrale del paese e l'organo di regolamentazione apicale per il sistema monetario e finanziario del paese.
Il governo di Mujib del 1972 perseguì un'agenda filo-socialista. Nel 1972, il governo decise di nazionalizzare tutte le banche per incanalare i fondi verso il settore pubblico e di dare priorità al credito a quei settori che cercavano di ricostruire il paese devastato dalla guerra, principalmente l'industria e l'agricoltura. Tuttavia, il controllo governativo dei settori sbagliati ha impedito a queste banche di funzionare bene. A ciò si è aggiunto il fatto che i prestiti sono stati concessi al settore pubblico senza considerazioni commerciali. Le banche avevano una scarsa concessione di capitale, fornivano un servizio clienti scadente e mancavano di tutti gli strumenti monetari basati sul mercato. Poiché i prestiti venivano concessi molto facilmente, il recupero sotto il precedente sistema giudiziario era così costoso da renderlo abissalmente scarso. Mentre il governo si impegnava a intervenire ovunque, non istituì un sistema di regolamentazione adeguato per diagnosticare tali problemi e correggerli. Pertanto, concetti bancari come redditività e liquidità erano estranei ai gestori bancari e l'adeguatezza patrimoniale è passata in secondo piano.
Nel 1982 fu avviato il primo programma di riforme, in cui il governo denazionalizzò due delle sei banche commerciali nazionalizzate e permise alle banche private locali di competere nel settore bancario. Nel 1986 è stata nominata una Commissione nazionale sulla moneta, le banche e il credito. per affrontare i problemi del settore bancario e sono state adottate diverse misure per raggiungere gli obiettivi di recupero delle banche commerciali nazionalizzate e delle istituzioni finanziarie per lo sviluppo (oltre a vietare agli inadempienti di ottenere nuovi prestiti). Tuttavia, l'efficienza del settore bancario non può essere migliorata.